# Манастир Изатовац
Манастир Изатовац припада Епархији нишкој Српске православне цркве. Положен је на осоју планине Видлича. Налази се сада у селу Изатовци на територији општине Димитровград.

## Историја и архитектура
По предању манастир познат и као "Св. Ранђел" је подигао (обновио) 1841. године мајстор Коле из села Бољев Дол, након завршетка зидања манастира светих Кирика и Јулите у Смиловцима. Поред манастирског храма посвећеног Арханђелима су подигнути конаци и економске зграде у коме су живели монаси. По завршетку изградње цркве, по предању, ктитор је увидео грешку у конструкцији и претпоставио брзо урушавање храма. У документима посета црквених управитеља и архијерејских намесника записано је да 1880. и 1896. године, храм напукао на неколико места и да постоји опасност од урушавања. Црква се урушила у великом земљотресу који је задесио ове крајеве 1929. године и никада није обновљена. Ту 1880. године није забележена никаква старина.
У прегледу цркве епархије нишке из 1933. године забележено је да манастир имао 312 хектара земног поседа. Црква је била велика грађевина са осмостраним кубетом и великом припратом, која је са два стуба била одвојена од наоса. Манастирски конаци су имали дрвене чардаке, рађене у дуборезу. У манастиру је радила прва школа у овом крају.
Новопостављени игуман Николај Атанасов 1941. године записао је у Летопису, да је манастир имао конак са две собе, подигнут 1935. године и једну зграду из 1929. године, да је поседовао амбар дуг 12 метара, један срушени амбар, два извора, књиге, иконе, богослужбене одежде и инвентар.
Након Другог светског рата, камен од урушене цркве је разнесен, а 1952. године од њега је направљена сеоска задруга. Од манастира остала је сачувана само припрата, у којој се и данас обављају богослужења.